# Loitz

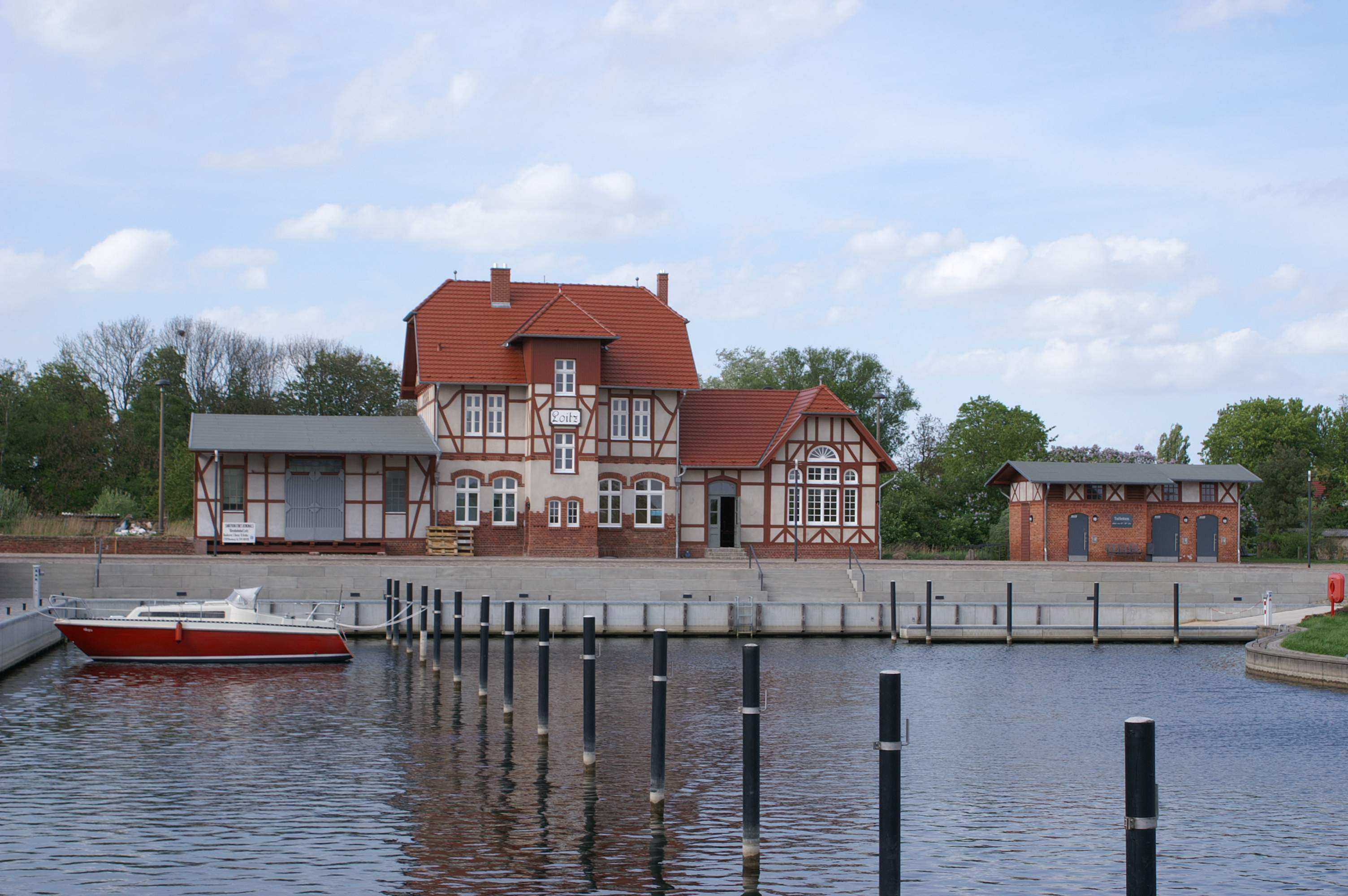
Marina w Loitz

Loitz – miasto w Niemczech, we wschodniej części kraju związkowego Meklemburgia-Pomorze Przednie, w powiecie Vorpommern-Greifswald, nad rzeką Pianą (Peene). Siedziba Związku Gmin Peenetal/Loitz. Liczy 4281 mieszkańców (31 grudnia 2018).

## Toponimia
Nazwa pochodzenia słowiańskiego, w najstarszych przekazach pisana Lositz (1236, 1242), Losiz (1248, 1265), Loseze (1275), Losiz (1294), Loytze (1331), Loitze (1332). Pierwotna połabska forma *Losica pochodzi od nazwy łoś. Na język polski tłumaczona jako Łosice, Łozice lub Łozica.

## Historia
Od 1242 lubeckie prawa miejskie. Rozwój turystyki i wypoczynku (w tym jeździectwa).

## Dzielnice
- Drosedow
- Düvier - od 1 lipca 2012
- Rustow
- Schwinge
- Sophienhof
- Vorbein
- Voßbäk
- Wüstenfelde - od 14 czerwca 2004
- Zeitlow

## Zabytki i osobliwości
- trzynawowy wczesnogotycki kościół halowy pod wezwaniem NMP z XIII wieku, przebudowany w znaczącym stopniu w XVII i XIX wieku,
- park Gültzow z estradą - miejsce sezonowych występów artystycznych,
- dwa porty jachtowe i kąpielisko.

## Współpraca
Miejscowości partnerskie:
- Breitenburg, Szlezwik-Holsztyn
- Hiddenhausen, Nadrenia Północna-Westfalia

## Bibliografia

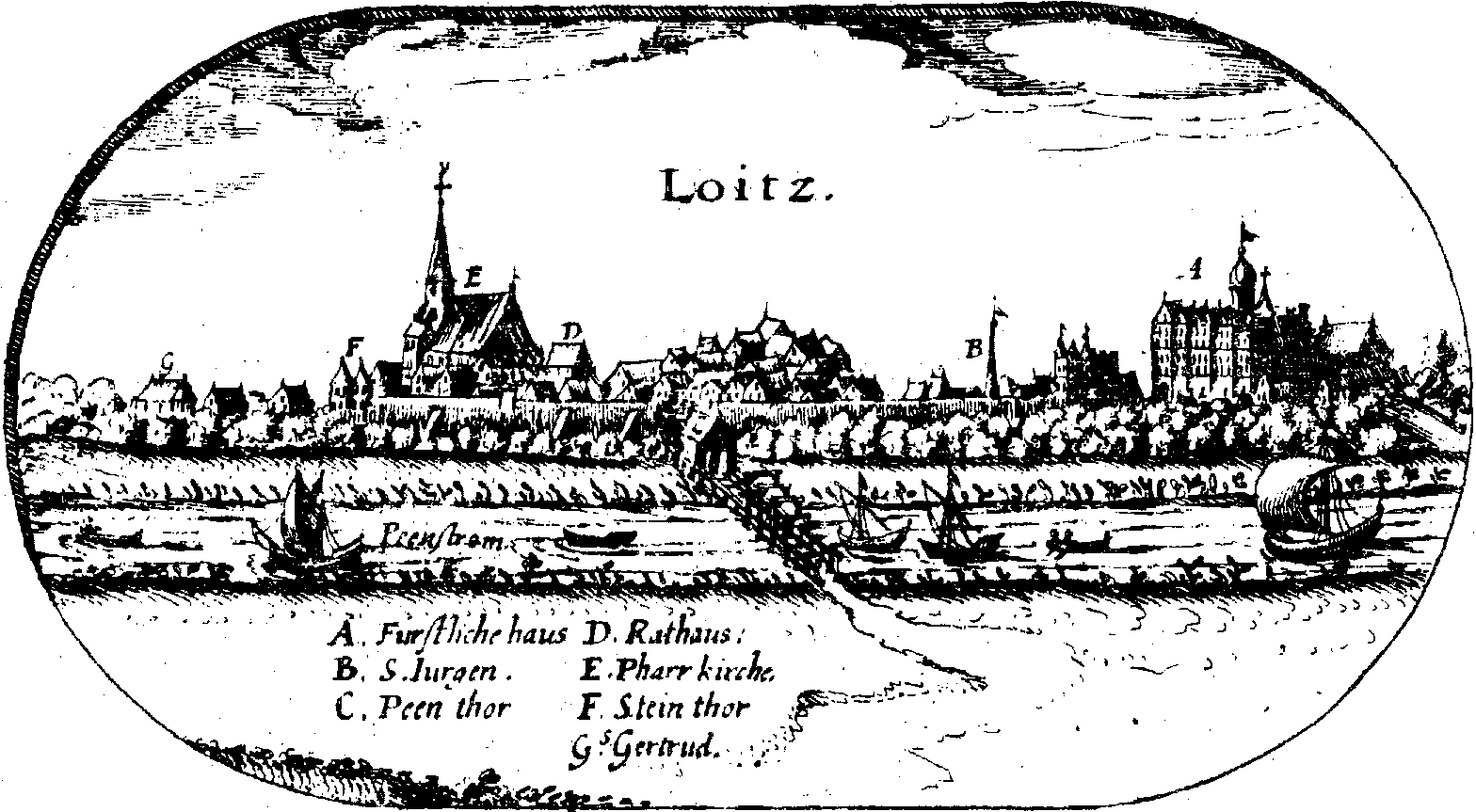
Panorama Loitz na Wielkiej Mapie Księstwa Pomorskiego Lubinusa